# پارک ملی هالیاکالا
پارک ملی هالیاکالا (به انگلیسی: Haleakala National Park) پارکی طبیعی در ایالت هاوایی در ایالات متحده آمریکا است.
این پارک ۱۱۷ کیلومتر مربع وسعت دارد.

## وب‌گاه‌های مربوطه
- وب‌گاه رسمی